# Histoire des Hittites

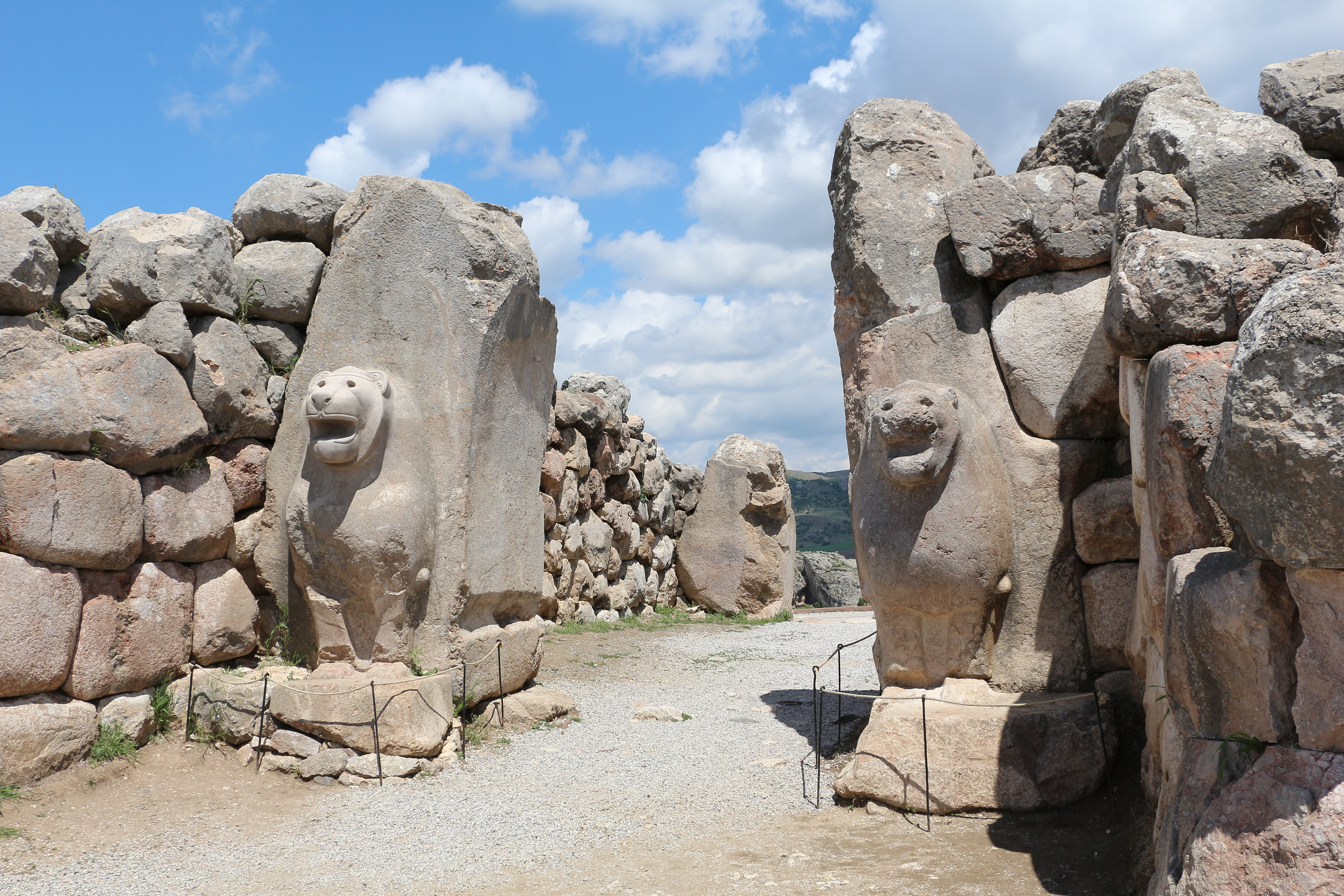
La « Porte des lions » de Hattusa, capitale du royaume hittite.

Sauf précision contraire, les dates de cet article sont sous-entendues « avant l'ère commune » (AEC), c'est-à-dire « avant Jésus-Christ ».
L'Histoire des Hittites est celle d'un peuple parlant une langue indo-européenne qui a établi un royaume centré sur Hattusha dans le centre de l'Anatolie à partir du XVIIe siècle av. J.-C., et a rapidement dominé cette région et une partie des autres peuples qui l'habitaient (Louvites et Hourrites avant tout). L'histoire hittite se confond largement avec celle du royaume qu'ils ont érigé, puisqu'ils sont assez mal connus avant cela, et ne semblent pas avoir survécu (en tant que culture) longtemps à sa chute. En fait, l'analogie entre les Hittites et le royaume hittite n'est pas évidente puisque cet État a toujours intégré des éléments venant de divers horizons et peut être caractérisé de pluriethnique et pluriculturel, jusque dans son élite qui est très marquée par les éléments hourrites durant les derniers siècles. Il s'agit donc ici de voir avant tout l'histoire de ce que les peuples antiques appelaient de la fin du XVIIe siècle av. J.-C. au début du XIIe siècle av. J.-C. « Hatti », royaume centré sur une région peuplée avant tout de Hittites.
L'histoire du royaume hittite est couramment divisée en trois grandes phases, calquées sur les différentes phases de la langue hittite telle qu'elle est attestée par les textes. Les premiers rois hittites fondent des États qui prennent une importance croissante, jusqu'à celui des rois de Kussara qui dominent l'Anatolie centrale au début du XVIIIe siècle av. J.-C. C'est après leur chute que se forme le royaume du Hatti, situé dans une région anciennement habitée par un peuple portant le même nom, qu'il faut dissocier des Hittites qui dirigent ce royaume. Sous l'impulsion de rois énergiques (Hattusili Ier et Mursili Ier), l'« Ancien royaume » (c. 1625-1500 av. J.-C.) devient une grande puissance du Moyen-Orient, capable de détruire Alep et Babylone, mais connaît rapidement une longue éclipse du fait de troubles internes, tandis qu'un adversaire redoutable émerge, le Mittani. La période « moyenne » qui s'ouvre alors (c. 1500-1375 av. J.-C.) est caractérisée par le repli mais la survivance du royaume, qui se mue ensuite en « empire » durant la période du « Nouvel empire » (c. 1375-1185 av. J.-C.). C'est l'apogée du royaume hittite qui est alors l'une des plus grandes puissances du Moyen-Orient, notamment à la suite des conquêtes de son plus grand roi, Suppiluliuma Ier qui rabaisse le Mittani et bouscule l'Égypte. Ses successeurs poursuivent un temps les conflits contre le royaume de la Vallée du Nil, avant de devenir son allié. Cette période brillante reste marquée par des tensions internes, et celles-ci conjuguées à la forte pression exercée par des groupes venus des marges du royaumes (notamment les « peuples de la mer ») précipitent la chute du royaume hittite au début du XIIe siècle av. J.-C. Des royaumes « néo-hittites » recueillent l'héritage de l'ancien empire dans le sud-est anatolien jusqu'à ce qu'ils soient vaincus et annexés par l'Assyrie à partir du VIIIe siècle av. J.-C.
L'histoire des Hittites peut être reconstituée grâce aux formidables lots d'archives cunéiformes provenant des ruines de leur ancienne capitale, Hattusa : chroniques des campagnes militaires menées par les rois hittites, correspondance administrative et diplomatique, hymnes et prières en lien avec des événements politiques, accords et édits politiques, etc. Assez peu d'inscriptions royales hittites ont été retrouvées. Ces sources provenant du cœur du royaume hittite sont complétées par d'autres issues de fouilles d'anciens centres administratifs (Shapinuwa, Tappika) et surtout d'anciens royaumes vassaux (Ugarit, Emar) et des autres grands royaumes du Moyen-Orient (Égypte et Assyrie avant tout).

Localisation des principaux sites de l'Anatolie hittite.

## Les origines des Hittites
Le peuple qui est aujourd'hui appelé « Hittites » le doit à une région antique de l'Anatolie centrale, le Hatti. Dans les textes hittites, le terme désignant la langue, indo-européenne, est en fait le « nésite » (nesili, dérivant de la ville de Nesa aussi connue sous le nom de Kanesh). Ce peuple occupe surtout la Cappadoce au début du IIe millénaire, et non le Hatti. La langue « hatti » (hattili) des textes antiques est en fait une langue (apparemment d'origine caucasienne) parlée par un autre peuple, désigné aujourd'hui sous le nom de Hatti, qui peuplait la région du Hatti au début du IIe millénaire, et semble avoir occupé cette région bien avant les Hittites, même si au moment où ils apparaissent dans les sources écrites les deux vivent côte-à-côte et sont sans doute déjà très mélangés. Les Hattis et leurs langues disparaissent peu après. D'autres peuples parlant des langues indo-européennes très proches du hittite/nésite les côtoient : les « Palaïtes », et les « Louvites ». Ces peuples sont les plus anciens Indo-européens à être connus par des sources écrites. Leurs origines sont discutées. Une hypothèse peu acceptée par les spécialistes propose qu'ils soient originaires d'Anatolie même, qui serait alors le foyer des supposés « Proto-Indo-Européens ». L'opinion la plus couramment répandue est que les premiers Indo-européens viennent de Russie méridionale. Les « Proto-Anatoliens » ancêtres des Hittites, Louvites et Palaïtes se seraient alors déplacés vers les Balkans, avant de migrer en Anatolie et de s'installer jusqu'à sa partie orientale. La datation de ces migrations est débattue : le IIIe millénaire est le plus probable (mais au début ou plus tard ?), même s'ils ont pu arriver avant. Les peuples impliqués sont également discutés : Louvites, Hittites et autres séparément par vagues successives (mais dans quel ordre ?), ou Proto-Anatoliens simultanément avant une séparation sur place?

## Les premiers royaumes anatoliens

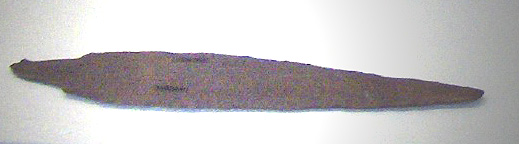
Lance inscrite au nom d'Anitta, « Grand roi » de Kussara.

### Les premiers États d'Anatolie
L'identification claire de royaumes en Anatolie centrale n'est possible qu'à partir du début du IIe millénaire, date des plus anciennes sources écrites retrouvées dans cette région. Les fouilles de divers sites archéologiques dans cette région ont pourtant permis de mettre en avant un processus de complexification des entités politiques qui plongent leurs racines dans un passé lointain. Ainsi, les origines de l'État en Anatolie orientale remonteraient à la fin du IVe millénaire, comme le montre le site d'Arslantepe (l'actuelle Malatya). Des principautés plus développées émergent dans la seconde moitié du IIIe millénaire dans plusieurs parties de l'actuelle Turquie (sites de Hissarlik/Troie, Beycesultan), et en particulier en Anatolie centrale comme l'illustrent les découvertes effectuées sur le site d'Alacahöyük (la future Arinna ?), à côté de l'émergence d'autres futurs centres importants du royaume hittite comme Kültepe (Nesa/Kanesh), Boğazkale (Hattusa) ou Alişar (Ankuwa ?). Selon un récit daté des environs de 1400, cette région aurait été attaquée et soumise par le roi Sargon d'Akkad (2334-2279) et son successeur Naram-Sin (2254-2218), le second ayant notamment affronté le roi Zipani de Kanesh et Pamba du Hatti. Mais en l'absence de mention de ces campagnes dans les textes de ces rois d'Akkad, ces faits sont mal assurés.

### L'époque des comptoirs assyriens et les rois de Kussara

Les localités mentionnées dans les archives de Kültepe/Kanesh à l'époque des comptoirs assyriens. La localisation de plusieurs sites reste incertaine.

La situation politique de l'Anatolie centrale au début du IIe millénaire est connue grâce aux textes des marchands de la cité d'Assur (Haute-Mésopotamie) qui y étaient installés pour effectuer un fructueux commerce visant notamment à se procurer le cuivre anatolien. Ils disposaient de leurs propres institutions sur place, dans différentes cités, la principale étant le karūm (ici une sorte de comptoir) localisé à Kanesh, ville sans doute à dominante hittite, dans les ruines de laquelle ont été exhumées des milliers de tablettes relatives à leurs affaires commerciales (datées pour la plupart de 1950 à 1830, et jusqu'à 1780 pour les plus récentes). Cependant l'autorité politique des rois locaux était reconnue, et des accords réglaient les conditions de la présence des marchands et de leurs institutions qui s'occupaient avant tout des affaires commerciales. Les textes assyriens ainsi qu'une poignée de documents provenant du palais de Kanesh indiquent quels sont les principales principautés anatoliennes de cette période : Kanesh, au nord le Hatti (autour de Hattusa alors appelée Hattus) et Zalpa (près de la mer Noire), au sud Burushattum (Purushanda dans les textes hittites des périodes suivantes, peut-être sur le site d'Acemhöyük) et Wahsusana, ou encore Mama. 
Ces principautés profitent sans doute du commerce assyrien pour s'enrichir, et prendre plus de poids. Au XVIIIe siècle av. J.-C. un phénomène de concentration politique est à l’œuvre. Ce sont finalement les souverains de la cité de Kussara qui réussissent les premiers à imposer leur domination et à fonder le premier grand royaume qui puisse être qualifié de « hittite ». Les deux artisans de ces conquêtes sont Pithana et son fils Anitta, qui règnent au XVIIIe siècle. Le premier s'empare de Kanesh et en fait sa capitale, puis son fils prend Hattusa qui est détruite et condamnée à ne plus être habitée par Anitta, et défait aussi Zalpa qui s'était alliée avec le Hatti contre lui. Au sud-ouest, il soumet le roi de Purushanda qu'il ramène à Kanesh. Il se proclame alors « Grand roi ». Il reste d'ailleurs un modèle pour les rois hittites suivants, qui ont fait recopier un de ses textes appelé Proclamation d'Anitta. Son fils Zuzzu lui succède, et il est le dernier roi attesté de la dynastie de Kussara.

## Les débuts du royaume hittite

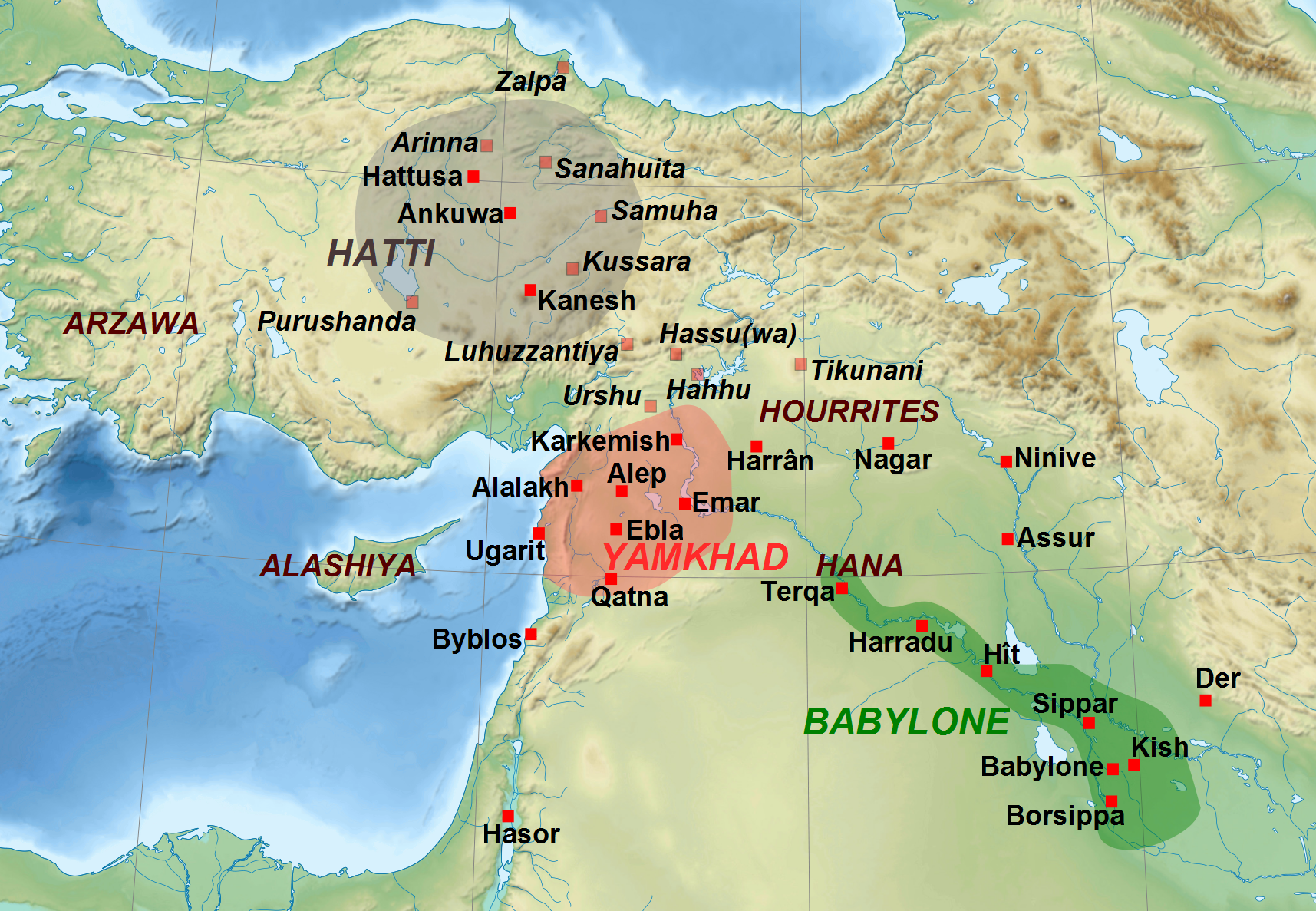
Le Moyen-Orient sous les règnes de Hattusili Ier et Mursili Ier. La localisation des sites dont les noms sont en italiques et l'extension des royaumes sont très approximatives.

### «LabarnaIer»
La chute de la dynastie de Kussara se fait dans des conditions très obscures, et les années suivantes sont très mal connues. C'est durant cette période que se met en place le royaume hittite, dans des conditions qui nous échappent. Seuls quelques documents d'interprétation difficiles fournissent des indices, en premier lieu l'introduction de l'Edit de Télipinu, rédigé environ un siècle plus tard. Ce texte désigne Labarna comme le premier « Grand roi » à l'origine du royaume hittite, et lui attribue plusieurs conquêtes. Ce nom ne manque pas de poser problème car aux époques tardives il est synonyme de « roi ». Suivant l'interprétation la plus courante, le nom du souverain fondateur a fini par devenir le titre de la fonction, comme César ou Auguste à Rome. Aucun document de son règne n'est connu, ce qui fait que certains ont remis en cause son existence, point de vue minoritaire. D'autres proposent de situer le règne d'un roi Huzziya Ier (le successeur de Labarna ?) dans cette période fondatrice. Quoi qu'il en soit, il y a tout lieu de penser que Labarna est le premier à avoir établi un royaume puissant après celui de Kussara, sans que ses liens avec ce dernier soient déterminables.

### HattusiliIer
Le premier Grand roi hittite qui soit connu avec certitude est Hattusili Ier (Labarna II, règne de c. 1625 à 1600 ou plus tôt de 1650 à 1620), peut-être le petit-fils de Labarna Ier ou son neveu. Il se rattache aussi dans ces textes à la dynastie de Kussara. Son nom pourrait indiquer que c'est lui qui a décidé de réoccuper la ville de Hattusa, et d'en faire sa capitale. La suite est connue par plusieurs documents, notamment ses Annales et son Testament politique, et également des documents de chancellerie qui indiquent qu'il a mis en place une administration solide, sans doute en faisant venir dans sa capitale des scribes des royaumes syriens vaincus. En effet, le règne de Hattusili marque l'entrée des Hittites sur la scène internationale du Moyen-Orient. Ses premières campagnes sont contre des cités d'Anatolie centrale (Sanahuita, Zalpa), mais il sort rapidement de cette région pour mener des campagnes vers le sud-est en Syrie, contre le puissant royaume d'Alep (le Yamkhad) dont il détruit une des principales ville vassales, Alalakh. Sur le chemin du retour, il se dirige vers des principautés hourrites du Haut-Euphrate. Un texte littéraire rapportant l'échec du siège de la cité d'Urshu par l'armée hittite fait sans doute référence à un événement qui a lieu alors. Les années suivantes, Hattusili combat dans l'ouest anatolien contre l'Arzawa, royaume composé en majorité de Louvites qui est alors devenu une puissance rivale du Hatti. Des princes hourrites profitent de son absence à l'est pour pénétrer dans son royaume et tenter d'y fomenter des révoltes. Hattusili doit alors pacifier l'Anatolie centrale durant les années suivantes. Il retourne ensuite en Syrie, où il combat des principautés soutenues par le roi d'Alep, notamment Hassuwa, Zipashna et Hahha qu'il défait. Mais il échoue à mener l'assaut contre Alep, son plus grand ennemi. Les derniers temps du règne de Hattusili ont été marqués par des troubles à la cour royale, décrits dans son Testament politique rédigé alors que le roi avait réuni l'assemblée (panku) des dignitaires de son royaume, mais difficiles à bien restituer. Il y maudit les personnes ayant causé les troubles, parmi lesquels se trouve sans doute sa propre fille, et il adopte son petit-fils Mursili et en fait son successeur.

### MursiliIer
Le règne de Mursili Ier (1600-1585 ou 1620-1590) voit la réalisation de deux des plus brillants succès militaires de l'histoire du royaume hittite, et pourtant il est très mal documenté. Continuant l'œuvre de son grand-père, le nouveau roi s'empare d'Alep et détruit le royaume du Yamkhad. Poursuivant sur sa lancée, il mène ses troupes en Basse Mésopotamie où il s'empare de Babylone, mettant fin à la première dynastie babylonienne, en 1595 selon la chronologie moyenne. Il réussit donc en quelques années à abattre les deux plus puissants royaumes du Moyen-Orient, qui étaient sans doute alors bien affaiblis par des migrations de peuples (les Hourrites et les Kassites) qui prenaient un poids politique de plus en plus grand, préfigurant la nouvelle ère qui s'ouvrait durant laquelle ils allaient jouer un rôle de premier plan au côté des Hittites qui ont apparemment joué un rôle dans leur affirmation. Cependant, Mursili ne reçoit pas les lauriers de sa victoire. Il est assassiné à Hattusa par son beau-frère Hantili, qui prend le pouvoir. S'ouvre alors une période de querelles successorales pendant laquelle le royaume hittite est en retrait, mais survit quand même et en sort renforcé.

## Repli et instabilité à la cour royale

### Une première époque de troubles dynastiques
La trentaine d'années qui sépare le règne de Hantili Ier de celui de Télipinu est marquée par plusieurs crimes à la cour royale, entraînant un retrait des Hittites du premier plan, tandis qu'un nouvel ordre international s'établissait progressivement au Levant et en Mésopotamie. Cette période est avant tout connue par la description très défavorable à ses prédécesseurs qu'en a laissé l'Édit de Télipinu, ainsi que quelques autres documents. Hantili doit affronter les nouveaux grands adversaires des Hittites, les Hourrites, en Syrie, où il parvient donc à maintenir son influence même si celle-ci semble moins pesante. Le roi pensait transmettre le trône à son propre fils Piseni, mais ce dernier ainsi que les petits-fils et les autres proches du roi sont assassinés par Zidanta, qui avait été complice de Hantili dans le meurtre de Mursili. Le nouveau souverain est rapidement tué par son propre fils Ammuna, qui suivant la tradition fut lui aussi puni de son crime en faisant face à une disette et des révoltes, bien qu'il eût un règne durable. 
Ammuna mène plusieurs campagnes pour maintenir son royaume, et il perd le contrôle de deux régions qui montent en puissance, l'Arzawa à l'ouest et l'Adaniya (futur Kizzuwatna) au sud-est. La mort d'Ammuna entraîne son lot de meurtres chez l'élite du royaume, et débouche sur l'intronisation d'un de ses fils, Huzziya Ier. C'est alors qu'entre en scène Télipinu, marié à une sœur de Huzziya, et qui aurait alors été menacé d'un complot fomenté par son beau-frère pour l'éliminer. Il le découvre à temps, et avec l'appui de sa faction il détrône le roi apparemment sans le tuer. D'autres se chargent ensuite de le mettre à mort avec ses proches alors que le nouveau roi est parti en campagne, le laissant innocent de ce crime, mais causant de nouveaux troubles parmi l'élite du royaume.

### Télipinu
Le règne de Télipinu est marqué par la volonté de stabiliser le royaume. Peu de campagnes militaires lui sont connues : il dirige au début de son règne une campagne contre Hassuwa, à l'ouest du Haut Euphrate. Il conclut un traité de paix paritaire avec le roi Ishputashu du Kizzuwatna, qui est alors devenu une puissance avec laquelle il fallait compter. La situation à la cour royale n'est cependant pas encore pacifiée, puisqu'une reine et un prince héritier semble être morts durant de nouveaux crimes. Après avoir pacifié la situation, il proclame l'Édit de Télipinu, texte majeur pour notre compréhension de cette période puisque sa première partie relate les troubles qui ont agité la cour durant le règne de ses prédécesseurs et le sien. La seconde partie édicte les règles successorales pour éviter de nouveaux problèmes : « Que seul un prince, fils de premier rang, devienne roi. S'il n'y a pas de prince de premier rang, qu'un fils de deuxième rang devienne roi. Mais s'il n'y a pas de prince héritier, qu'on prenne pour une fille de premier rang un gendre dans la famille et que celui-ci devienne roi. » Le reste du texte contient des prescriptions sur l'administration du royaume. Le règne de Télipinu est aussi l'occasion d'une réforme religieuse, qui s'appuie sur le Mythe de Télipinu, dieu portant le même nom que le roi. Toutes ces réformes reposent sur une idéologie mettant en avant le rôle pacificateur du souverain.

### Les successeurs de Télipinu
Télipinu n'ayant pas d'héritier mâle à sa mort, c'est suivant ses prescriptions son gendre Alluwamna qui lui succède. Les rois suivants sont mal connus car peu documentés. Il semble qu'Alluwamna soit suivi par son fils Hantili II, à moins que Tarhurwaili ne soit son successeur et non pas celui du précédent. Deux nouveaux accords sont passés avec le Kizzuwatna durant ces années. Ces rois font sans doute face aux premières incursions de ceux qui allaient devenir les pires ennemis des Hittites dans les siècles suivants, les Gasgas, groupe de tribus peuplant les régions montagnardes situées entre le nord du Hatti et la mer Noire. Le royaume du Mittani, qui a unifié les principautés hourrites de Haute-Mésopotamie et de Syrie, commence à étendre son influence en direction de l'Anatolie. Le roi hittite suivant, Zidanza conclut un nouveau traité avec le roi Pilliya du Kizzuwatna, qui passe ensuite sous la coupe mittanienne. Le Hatti semble subir à ce moment une expédition d'un autre vassal du Mittani, le roi Idrimi d'Alalakh. Huzziya II est très mal connu, et on ne sait pas vraiment combien de temps son règne a duré. Il est assassiné et remplacé par Muwatalli Ier, qui est à son tour renversé par deux de ses anciens complices, Kantuzilli et Himuili. Le coup d'État conduit sur le trône le roi Tudhaliya Ier, peut-être le fils d'un des deux insurgés.

## Le retour de la puissance hittite
L'avènement de Tudhaliya marque le début d'une nouvelle époque pour le royaume hittite. Avec le nouveau souverain, les éléments hourrites sont de plus en plus importants à la cour hittite, sans doute en partie du fait de l'influence croissante de personnes venues du Kizzuwatna : l'élite du royaume hittite est donc remaniée. Dans le concert international, les Hittites reprennent progressivement leur place au premier rang, face aux autres grandes puissances que sont le Mittani et l'Égypte qui est capable de mener des expéditions jusqu'à l'Euphrate. Mais ils doivent faire face à des menaces croissantes en Anatolie, avec l'Arzawa et les Gasgas.
La séquence des premiers rois de cette période ne fait pas l'unanimité chez les spécialistes : pour certains, il n'y aurait qu'un seul roi Tudhaliya (I/II) qui règnerait là où d'autres restituent avec plus de vraisemblance un Tudhaliya Ier, auquel succède un Hattushili II qui est jugé inexistant dans les autres reconstitutions, et ensuite un Tudhaliya II (qui ne fait qu'un avec le premier dans l'autre reconstruction). Il est donc difficile de démêler l'enchaînement des événements de cette période. Il est certain que le premier Tudhaliya, après s'être débarrassé d'une révolte entraînée par sa violente montée sur le trône, dirige les troupes hittites sur les champs de bataille extérieurs, mais l'ordre des conflits est débattu, notamment si on restitue deux Tudhaliya. Dans ces années-là, les Hittites réussissent à bousculer la puissance du Mittani en Syrie du nord : un Tudhaliya (I/II ou II) conclut un traité avec Shunashshura du Kizzuwatna, qui quitte donc l'orbite du Mittani. Une attaque est également menée contre Alep. Ces conflits se produisent à la période durant laquelle les expéditions du roi égyptiens Thoutmosis III entraînent un recul du Mittani (plus que les offensives hittites). Il semble d'ailleurs qu'il faille dater de cette période le traité dit de Kurustama, premier accord politique entre les Hittites et l'Égypte. À l'autre extrémité de la sphère d'action des Hittites, un Tudhaliya conduit ses troupes en Anatolie occidentale contre l'Arzawa puis l'Assuwa, région où s'était formée une coalition de princes d'origine louvite, qu'il soumet. Les Gasgas profitent de ce moment pour attaquer le Hatti, mais le roi hittite revient et les chasse. Un autre conflit semble s'être produit avec le soulèvement de l'Ishuwa, situé à l'est des terres hittites, sans doute appuyé par le Mittani. La puissance politique du Hittite avait donc été raffermie. À l'intérieur, il y a peu d'indices indiquant des troubles à la cour royale, tandis que cette période voit la publication d'un édit et d'autres textes qui indiqueraient une reprise en main du pays.
Tudhaliya (I/II ou II) adopte Arnuwanda Ier, l'époux de sa fille Asmunikal, comme successeur et l'associe au pouvoir durant les dernières années de son règne. Ce personnage sans doute jeune et dynamique apporte un soutien appréciable au roi vieillissant, s'illustrant notamment sur les champs de bataille. C'est peut-être à cette période que le Kizzuwatna est intégré dans le royaume hittite après la mort de son roi. Mais ces années de corégence sont surtout marquées par des expéditions en Anatolie occidentale face à l'Arzawa dirigé par Kupanta-Kurunta, qui monte alors en puissance. Cette région est aussi marquée par l'influente croissante d'un royaume situé plus à l'ouest, l'Ahhiyawa, qui est couramment identifié comme la Grèce mycénienne. Les événements politiques qui concernent cette partie de l'Anatolie sont connus en partie par un long texte décrivant les Crimes de Madduwatta, un vassal des Hittites qui change de camp à plusieurs reprises entre les trois grandes puissances de l'Asie mineure durant la période de corégence et pendant le règne effectif d'Arnuwanda Ier. Il apparaît que la situation de cette région échappe largement au contrôle du roi hittite malgré les expéditions militaires qui y ont été menées. La situation ne semble pas meilleure à l'est vers l'Ishuwa, où un certain Mita de Pahhuwa est tout aussi turbulent, et surtout au nord où les Gasgas sont de plus en plus menaçants et pillent plusieurs cités importantes dont la ville sainte de Nerik, drame rapporté dans une prière d'Arnuwanda et de sa reine Asmunikal. Arnuwanda parvient néanmoins à maintenir son royaume. Il conclut des accords diplomatiques avec des chefs gasgas, mais aussi au sud avec les cités d'Ura et d'Ismerikka, et édicte des textes d'instructions à des responsables administratifs importants (gouverneurs frontaliers et « maire » de Hattusa) visant à s'assurer de leur loyauté et leur efficacité.

## Des années de crise
Le règne suivant, celui de Tudhaliya III, est documenté par plusieurs archives provenant de centres provinciaux frontaliers : le site de Maşat Höyük, l'antique Tapikka, et Ortaköy, appelée autrefois Sapinuwa. On y voit donc les résultats des efforts administratifs des rois précédents, qui y ont placé des gouverneurs frontaliers en contact permanent avec les souverains dans ces régions soumises à la menace des Gasgas. Pourtant, le dispositif de défense hittite finit par s'effriter dans le courant du règne de Tudhaliya III. Cela n'est pas dû au Mittani, pourtant consolidé par la conclusion d'une paix durable avec l'Égypte, mais des divers voisins anatoliens des Hittites. Un texte plus tardif daté du règne de Hattusili III désigne les responsables : viennent en premier les Gasgas au nord, puis l'Arzawa à l'ouest, l'Ishuwa et Azzi (plus souvent appelé Hayasa) à l'est et d'autres. Il est fait mention de la prise de Hattusa, la capitale, sans doute par les Gasgas à qui il faut également attribuer la responsabilité des sites frontaliers qui a été repérée par l'archéologie. Le roi Tarhundaradu d'Arzawa semble le principal vainqueur, car il entretient alors une correspondance avec le souverain égyptien Amenhotep III, attestée par deux lettres retrouvées dans les archives diplomatiques de Tell el-Amarna, dans lesquelles il est fait état de la défaite des Hittites et d'un projet de mariage entre une fille du roi d'Arzawa et le roi égyptien que le premier appelle alors « mon frère », signe de sa volonté d'être vu comme son égal. 
Pourtant, le royaume hittite n'était pas abattu et Tudhaliya et ses proches, dont son fils Suppiluliuma, préparaient leur contre-attaque depuis leur refuge dans la cité de Samuha. Ils remportent des victoires contre leurs adversaires immédiats, les Gasgas et Hayasa, avant de remettre la main sur la région de Hattusa. C'est sans doute au moment où l'Arzawa commence à être affronté et repoussé que Tudhaliya meurt. Suivant les règles de succession, c'est un prince nommé lui aussi Tudhaliya qui doit lui succéder, mais il est renversé par Suppiluliuma (sans doute son demi-frère), devenu apparemment l'un des principaux chefs militaires hittites au cours des années difficiles.

## SuppiluliumaIer: redressement et expansion

La situation géopolitique du Moyen-Orient au début du règne de Suppiluliuma Ier.

Suppiluliuma Ier (c. 1350-1322) est couramment vu comme le plus grand roi hittite. Son action sur le plan militaire est un succès incontestable, et avec lui débute véritablement la période impériale des Hittites. Après avoir renversé le prince Tudhaliya et fait exiler les frères de celui-ci (nés d'une autre reine que la mère de Suppiluliuma), il poursuit sur la dynamique qu'il avait déjà contribué à initier durant les dernières années du règne de son père. Les conflits contre l'Arzawa et l'Ishuwa se prolongent sans doute à cheval sur les deux règnes, et il a donc fallu agir vite. Suppiluliuma s'assure d'abord de dégager l'Anatolie centrale de l'emprise de l'Arzawa, entreprise compliquée par le fait que les Gasgas sont encore très actifs plus au nord. Mais lui et ses généraux parviennent à libérer le Hatti et le Bas-Pays. À l'est, le Hayasa est soumis vers cette période comme le montre le traité de vassalité conclu avec son roi Huqqana. Les troupes hittites défont ensuite l'Ishuwa, ce qui libère la voie vers les hautes vallées de l'Euphrate et du Tigre, et par là vers le pays du Mittani.
La Syrie était alors en paix depuis la fin des hostilités entre le Mittani et l'Égypte. La correspondance d'Amarna montre que ceux-ci étaient alors en très bon termes, les rois d'Égypte épousant à plusieurs reprises des princesses mittaniennes. Les offensives de Suppiluliuma contre l'Ishuwa lui donnent l'occasion de jeter le trouble dans la région, mais son premier affrontement contre le roi Tushratta du Mittani tourne à son désavantage. Il lance ensuite une première offensive à l'appel d'un vassal du Mittani, et repart après. Fort de ces expériences, il peut préparer plus longuement ses futures guerres syriennes. Il a pour avantage le fait que Tushratta doit sa montée sur le trône à un coup d'État, qui a laissé de côté un prétendant au trône mittanien, Artatama, peut-être son frère, avec lequel Suppiluliuma conclut un accord. Il se débarrasse ensuite de l'obstacle majeur sur la route syrienne, l'Ishuwa resté actif. C'est ensuite qu'il lance son offensive directement contre le cœur du Mittani, évitant ainsi l'affrontement avec une coalition des nombreux vassaux syriens de ce dernier : cette « Première guerre syrienne » (ou « Guerre de un an ») aboutit à la fuite de Tushratta qui avait évité le combat, et peut-être à la prise et au pillage de Wassukanni, la capitale du Mittani.
Bénéficiant de la non-intervention du nouveau roi égyptien Akhénaton qui se contente de déplorer la défaite de son allié, Suppiluliuma a les mains libres en Syrie pour soumettre plusieurs cités (notamment Alep et Alalakh). Il peut même affronter et défaire le roi de Qadesh (apparemment à la suite d'une provocation de ce dernier), pourtant vassal des Égyptiens, pour ensuite faire de son fils son vassal. Les années suivantes voient les succès syriens de Suppiluliuma confirmés. La correspondance des vassaux égyptiens d'Amarna montre bien que le roi hittite y reste actif et cherche à se rallier les roitelets de la région. Il fait face au soulèvement de Mukish (Alalakh), Niya et Nuhasse, mais réussit à convaincre le roi de la riche cité d'Ugarit de rejeter leurs demandes et de plutôt s'allier avec lui. Si ce dernier en paye le prix dans un premier temps du fait d'une attaque de ses voisins, les Hittites finissent par vaincre les coalisés. Suppiluliuma rallie ensuite à son camp le roi Aziru d'Amurru, vassal perturbateur de l'Égypte, qui avec le roi de Qadesh cause des misères à ses voisins restés soumis à Akhénaton. Un des fils du roi hittite, Télipinu, est intronisé roi d'Alep vers cette période, et il sert de tête de pont pour la domination hittite dans cette région. C'est également durant ces années qu'il faut dater une alliance matrimoniale passée avec le roi de la dynastie kassite de Babylone, dont une fille épouse le souverain hittite, renforçant la position du royaume hittite dans le concert international.
Le premier conflit contre le Mittani n'avait pas eu raison de Tushratta même s'il lui avait fait perdre la majeure partie de ses vassaux syriens dans les années qui suivirent, Suppiluliuma n'ayant pas tenté de rester implanté au cœur de son royaume. Le roi du Mittani succombe finalement à un coup d'État dont son fils Shattiwazza est l'un des instigateurs, mais le crime profite à Artatama, qui n'est alors plus allié à Suppiluliuma, et à son fils Shutarna, qui forcent Shattiwazza à se réfugier à son tour auprès du roi hittite. Un peu avant ce fait ou à la suite de celui-ci, les Hittites ont repris leur offensive vers le Mittani, notamment avec pour but de s'emparer de la cité de Karkemish, point stratégique pour le contrôle de la Syrie. La « Seconde guerre syrienne » (ou « Guerre de six ans ») aboutit à l'intronisation de Shattiwazza en tant que roi du Mittani, mais vassal des Hittites avec lesquels il a passé plusieurs accords, tandis que Karkemish est confiée à un fils de Suppiluliuma, Sharri-Kushukh. Mais un nouvel adversaire s'est formé à l'est de la Haute Mésopotamie, l'Assyrie emmenée par son roi Assur-uballit Ier, qui a pris sous sa coupe la dynastie mittanienne rivale ainsi qu'une grande partie des dépouilles de l'ancien grand royaume.
Les relations avec l'Égypte évoluent également durant ces années-là. Au moment du siège de Karkemish, et alors qu'il avait mené des campagnes contre des vassaux égyptiens peu de temps auparavant, Suppiluliuma reçoit un message d'une reine égyptienne, sans doute la veuve de Toutânkhamon, qui lui demande un de ses fils en mariage pour en faire le roi d'Égypte. Après de longues hésitations, Suppiluliuma accepte et envoie son fils Zannanza en Égypte. Mais ce dernier est assassiné avant d'arriver à destination, sans doute du fait d'une opposition égyptienne à cet événement à la portée potentiellement exceptionnelle pour l'équilibre politique du Proche-Orient. En dépit des tentatives de conciliation du nouveau roi égyptien Aÿ, Suppiluliuma décide de se venger en déclarant la guerre à l'Égypte.
Suppiluliuma a sans doute délégué la direction d'une grande partie des derniers conflits syriens à ses fils, alors qu'il devait mener en Anatolie même des campagnes contre l'ennemi récurrent des Hittites, les Gasgas qui restent insoumis. Son règne remarquable s'achève dans la douleur. La description qu'en laisse son fils et successeur Muwatalli II dans le texte des Actes de Suppiluliuma est particulièrement sombre : le roi meurt d'une peste qui ravage le pays hittite, qui aurait été introduite dans le pays par des prisonniers de guerre égyptiens déportés au Hatti. Il laisse un royaume raffermi, débarrassé du Mittani, mais en conflit avec l'Égypte, toujours contesté en Arzawa, et menacé par l'Assyrie.

## L'apogée de l'empire hittite

La situation géopolitique du Moyen-Orient après les conquêtes hittites de Mursili II et Muwatalli II et l'émergence de la puissance assyrienne, vers 1275.

La Syrie à l'époque de la domination hittite : villes et royaumes.

Les héritiers de Suppiluliuma sont son successeur désigné Arnuwanda II, et ses deux autres fils aînés Sharri-Kushukh de Karkemish et Télipinu d'Alep, disposant déjà d'une solide expérience au pouvoir. Ils ont entre les mains l'empire qui est sans doute alors le plus puissant du Moyen-Orient, ce qui les met dans une bonne position pour relever les défis qui se présentent à eux. Mais la situation dramatique dans laquelle est plongé le cœur de leur royaume terni les années de succession, et la peste qui a emporté Suppiluliuma cause la mort de son successeur après à peine quelques mois de règne.

### Mursili II
Le trône du Hatti échoit donc à un jeune fils de Suppiluliuma, Mursili II (c. 1321/1318-1295), dont l'âge exact à ce moment est inconnu. Son règne est avant tout connu par divers textes annalistiques s'intéressant avant tout à ses campagnes militaires ainsi qu'à différentes prières qu'il adresse aux dieux pour recevoir leur appui dans des périodes difficiles, notamment dans les épisodes de peste qui frappent le cœur de son royaume de façon récurrente après avoir emporté son père et son frère, et auxquels il attribue une origine divine due à une impiété de son père. Aux débuts de son règne, il peut compter sur l'appui de son frère Sharri-Kushukh, le plus influent des membres de la dynastie royale. Après plusieurs expéditions contre les Gasgas, la première grande campagne menée conjointement par les deux frères les dirige vers l'Arzawa, qui n'a pas été soumis par leur père et accueillait des dissidents recherchés par le roi hittite, qui se sert apparemment de ce motif comme casus belli. Deux généraux avaient été chargés de prendre Millawanda (Milet), alliée de l'Arzawa et dépendante de l'Ahhiyawa. Uhhaziti, le roi d'Arzawa, envoie son fils Piyama-Lamma (ou Piyama-Kurunta) à la tête de son armée pour repousser les Hittites, mais il est défait, et sa capitale Apasa (Éphèse ?) tombe. Le roi d'Arzawa fuit dans les îles de l'Égée, sans doute sur les terres de son allié l'Ahhiyawa, où il meurt peu après. Son autre fils Tapalazunawili mène une vaine résistance. Un autre prince arzawien se réfugie chez le roi d'Ahhiyawa qui finit par le livrer aux Hittites. Les différentes phases du conflit qui s'étale sur trois années ont permis à Mursili d'amasser un butin et de capturer des milliers de personnes qu'il déporte. Il divise et réorganise ensuite le territoire de l'Arzawa et ses alentours autour de trois anciens de ses vassaux avec qui il conclut des traités, les rois de Mira-Kuwaliya, Haballa et du pays de la rivière Seha (même si ce dernier l'avait auparavant trahi), alors qu'on ne sait pas ce qu'il advient du pays d'Arzawa à proprement parler. 
Les années suivantes sont consacrées à la lutte contre l'éternel ennemi, les Gasgas qui se donnent pour un temps un roi, Pihhuniya, et des roitelets de Syrie appuyés par le roi égyptien Horemheb. Le roi Anniya du pays de Hayasa (aussi appelé Azzi), qui a rejeté la suzeraineté hittite qu'avaient acceptée ses prédécesseurs et attaqué d'autres vassaux hittites, doit ensuite être vaincu en même temps qu'il faut à nouveau combattre des tribus gasgas. Les deux vice-rois syriens, Télipinu et Sharri-Kushukh, meurent à quelques années d'intervalle, privant Mursili de ses deux principaux soutiens, même si son autorité au Hatti est incontestée. La situation en Syrie reste sous contrôle à la suite des campagnes menées par le prince Kurunta, notamment contre le Nuhasse et Qadesh, et Mursili vient en Syrie pour assurer le trône d'Alep et de Karkemish aux fils de ses frères défunts, Shahurunuwa et Talmi-Sharruma avec qui il conclut des traités. Le grand roi hittite renforce aussi sa position face aux Égyptiens en reprenant de manière forte le contrôle des royaumes frontaliers que sont le Nuhasse, Qadesh et l'Amurru. Il intervient également dans les affaires des royaumes d'Ashtata (Emar) où il installe une forteresse et d'Ugarit. À plusieurs reprises il doit résoudre des litiges frontaliers entre ses vassaux. La Syrie hittite en sort stabilisée. Mursili mène ensuite en personne ses troupes contre Hayasa qui est détruit. 
En dix années de règne, Mursili a donc réussi à préserver et renforcer l'héritage de Suppiluliuma. C'est à ce moment que décède son épouse principale Gassulawiya après une grave maladie. Mursili en impute la responsabilité à sa belle-mère, la reine babylonienne qu'avait épousé son père durant les dernières années de son règne et qui est restée depuis la « Reine » (Tawananna) en titre comme le veut la tradition hittite (son nom est inconnu). Il l'accuse d'avoir utilisé des pratiques de sorcellerie de son pays pour cela, et des oracles prouvent sa culpabilité et autorisent le roi à la tuer. Il choisit néanmoins de l'exiler loin de la cour, ce qui est sans doute un moyen d'éloigner une personne influente tout en évitant la rupture avec son allié babylonien. Mursili prend ensuite une nouvelle épouse principale nommée Danuhepa. La douzième année du règne voit le déclenchement d'une révolte à l'ouest, menée par le roi Mashuiluwa de Mira-Kuwaliya, pourtant gendre du Grand roi et surveillé par des garnisons hittites restées dans les pays d'Arzawa. Après avoir été retardé par une nouvelle expédition contre les Gasgas, Mursili vient évincer le rebelle, et le remplace par son fils adoptif Kupanta-Kurunta. Les années suivantes, de la quatorzième à la dix-neuvième année de règne de Mursili, sont essentiellement consacrées à la lutte contre des pays Gasgas dans toute la frange nord de l'Anatolie centrale. Cette dernière région est la seule où Mursili a échoué, puisqu'elle n'est pas pacifiée à sa mort qui survient après un règne d'une durée indéterminée. Ses grands succès sont l'extension de l'empire vers l'ouest anatolien, et sa consolidation en Syrie. Il lui donne son extension maximale.

### Muwatalli II

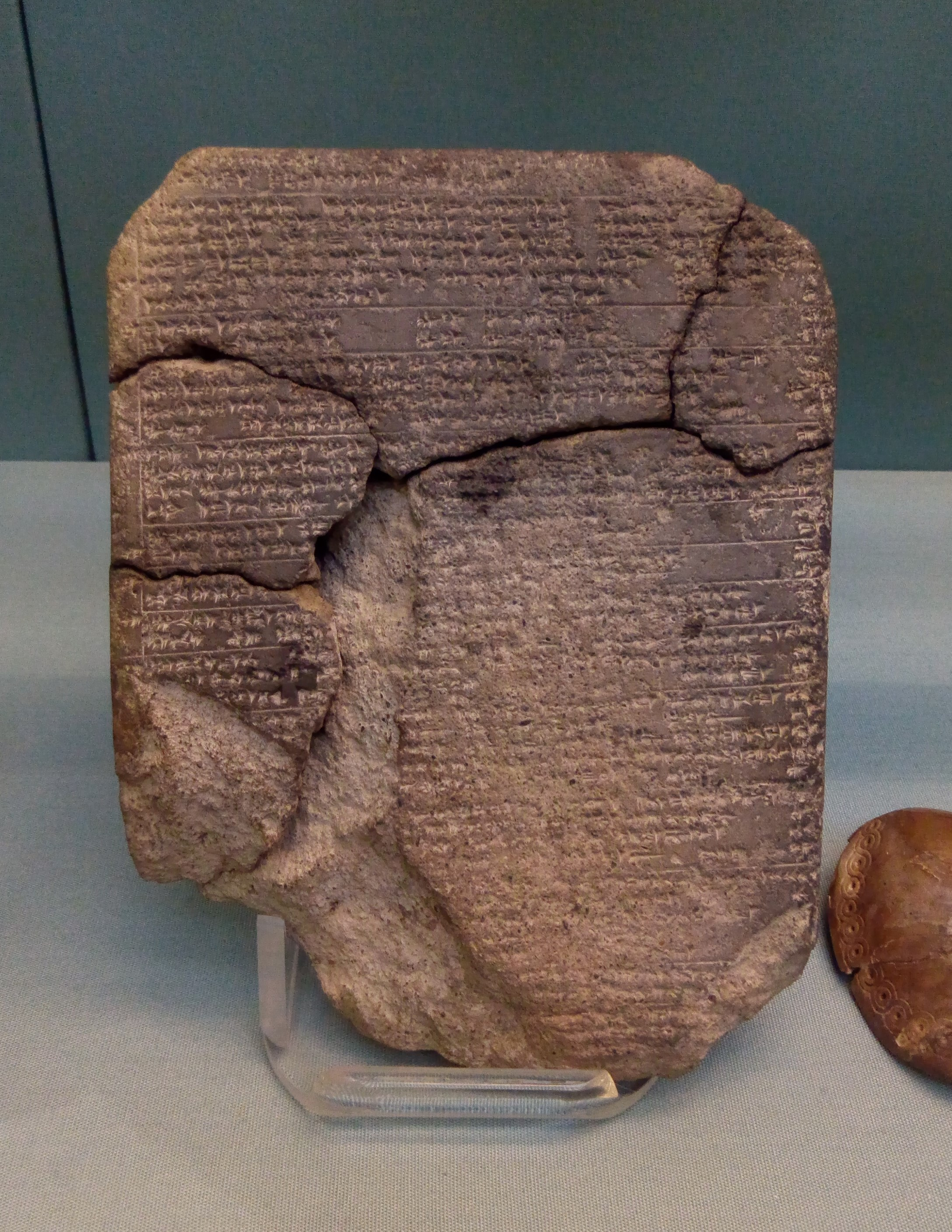
Tablette contenant une copie du traité passé entre Muwatalli II et le roi Talmi-Sharrumma d'Alep. British Museum.

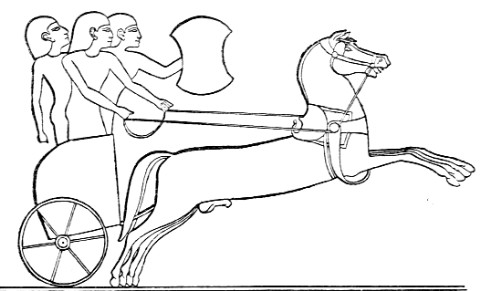
Char de guerre hittite avec ses combattants, d'après d'un bas-relief égyptien représentant la bataille de Qadesh.

Mursili II a pu bénéficier durant son règne du relatif retrait des Égyptiens durant les années de transition entre la XVIIIe et la XIXe dynastie, tandis qu'en Syrie orientale les Assyriens n'ont pas semblé particulièrement menaçants, retenus par leurs luttes contre Babylone, et que la situation des dépouilles du royaume du Mittani sous son règne nous échappe largement. Le principal défi de son successeur Muwatalli II (c. 1295-1272) est de faire face au retour des conflits contre les autres grandes puissances, en premier lieu l'Égypte de Séthi Ier et Ramsès II. Le règne de Muwatalli II est surtout connu par des sources extérieures et ce qu'en rapporte son frère Hattusili III. Les premiers problèmes auxquels il doit faire face le conduisent dans les contrées de l'ouest anatolien. Les événements documentés par quelques tablettes fragmentaires s'étalent sur plusieurs années et sont difficiles à reconstituer. Muwatalli conclut un traité avec le roi Alaksandu de Wilusa (cité parfois identifiée avec Ilion/Troie) qui passe sous sa vassalité. Il s'implante alors dans une région où l'Ahhiyawa étend aussi son influence, et ses vassaux font face à deux protégés de celui-ci, Atpa le gouverneur de Milet et surtout Piyamaradu qui cause des misères aux rois de Wilusa et du pays de la rivière Seha. Face à une attaque hittite, Piyamaradu doit se réfugier à la cour de l'Ahhiyawa, et on connaît une copie d'une lettre dans laquelle Muwatalli demande au roi d'Ahhiyawa, qu'il traite en égal, d'extrader son ennemi, ce qui semble se produire. 
L'autre foyer de troubles en Anatolie, celui de la longue frontière avec les pays gasgas, est placé sous la responsabilité de Hattusili, frère de Muwatalli, qui est fait vice-roi de Hakpis dans la région frontalière à l'image des autres vice-rois hittites de Syrie, pour s'assurer qu'il y ait toujours des troupes pour lutter contre l'adversaire le plus coriace de l'empire, et surtout le plus proche de son cœur. Peut-être en raison de cette menace, voire pour des raisons religieuses et pour se rapprocher des champs de bataille syriens et ouest-anatoliens, Muwatalli décide de changer de capitale, installant sa cour à Tarhuntassa, ville dont la localisation est inconnue, sans doute située vers la Cilicie. 
Les troupes de Muwatalli sont surtout mobilisées dans la lutte qui l'oppose aux pharaons égyptiens pour la domination des royaumes de Syrie. Séthi Ier, bien décidé à rétablir l'influence perdue depuis le temps d'Akhénaton, conduit ses armées contre des rebelles en Canaan, avant de se diriger plus au nord jusqu'à la sphère hittite, s'emparant de la cité de Qadesh qui est le lieu de tension majeur entre les deux avec l'Amurru, qui passe à son tour dans l'orbite égyptienne peu après. La réaction du roi hittite, qui semble retenu en Anatolie, et surtout de ses alliés (le vice-roi de Karkemish et les autres vassaux) n'est pas bien connue ; si l'on suit les inscriptions du roi égyptien, il a vaincu des troupes du Hatti (menées par qui ?) sans doute vers Qadesh. Ses adversaires semblent lui avoir laissé les gains de ses campagnes, à moins que Qadesh ne soit reprise dès cette période. Dans ces mêmes années, qui correspondent sans doute à celle du changement de capitale et des dernières tensions en Anatolie occidentale, les vassaux mittaniens de Muwatalli passent sous la coupe du roi assyrien Adad-nerari Ier, qui réussit à étendre son royaume jusqu'aux abords du territoire de Karkemish. Là encore, la réaction de Muwatalli n'est pas immédiate. 
Vers 1279, Ramsès II succède à Séthi Ier, et mène une première campagne au Levant en 1275, et revient l'année suivante, avec peut-être pour objectif Qadesh qui est assurément repassée dans le camp hittite à ce moment, ou bien la protection de l'Amurru qui lui est resté fidèle. La célèbre bataille qui a lieu autour de cette ville, longuement célébrée par le pharaon égyptien qui la voit comme une victoire, est en fait l'occasion pour les Hittites de faire une réaction vigoureuse aux offensives égyptiennes précédentes et de confirmer leur domination sur Qadesh tout en reprenant le contrôle de l'Amurru. Les campagnes que mène Ramsès II en Syrie dans les années qui suivent ne changent pas la situation. Les dernières années du règne de Muwatalli sont également marquées par des troubles à la cour, notamment l'exil de la reine en titre Danuhepa, deuxième épouse principale de Mursili, et la proclamation comme héritier du prince Urhi-Teshub, né d'une épouse secondaire, qui joue un rôle croissant dans la vie politique du royaume.

### Urhi-Teshub/Mursili III
Fils de second rang, Urhi-Teshub doit sa montée sur le trône en l'absence de fils légitime de Muwatalli, suivant les règles de l'Édit de Télipinu. Il prend le nom de règne de Mursili III (c. 1272-1267). Dès le début il prend des décisions rompant avec celles de son père : il ramène la cour à Hattusa et y fait revenir Danuhepa en tant que reine en titre. Mais il doit faire face à la forte influence de son oncle Hattusili, prince de premier rang auréolé de plusieurs victoires militaires contre les Gasgas, notamment la reprise et la reconstruction de la cité sainte de Nerik, perdue depuis le temps d'Arnuwanda Ier. L'affrontement entre les deux éclate et tourne à l'avantage de Hattusili, qui suivant le récit qu'il rapporte dans le texte dit de l'Apologie de Hattusili III réussit à capturer son neveu. Magnanime, il décide de l'épargner et l'exile au Nuhasse, d'où il s'échappe vers Babylone avant de prendre le chemin d'Alashiya puis de l'Égypte. Ces troubles n'ont pas profité à cette dernière qui maintient une trêve en Syrie, mais en revanche le roi Adad-nerari Ier d'Assyrie envahit à ce moment la partie orientale de l'ancien Mittani qui restait vassale des Hittites.

## La dernière lignée

### Hattusili III

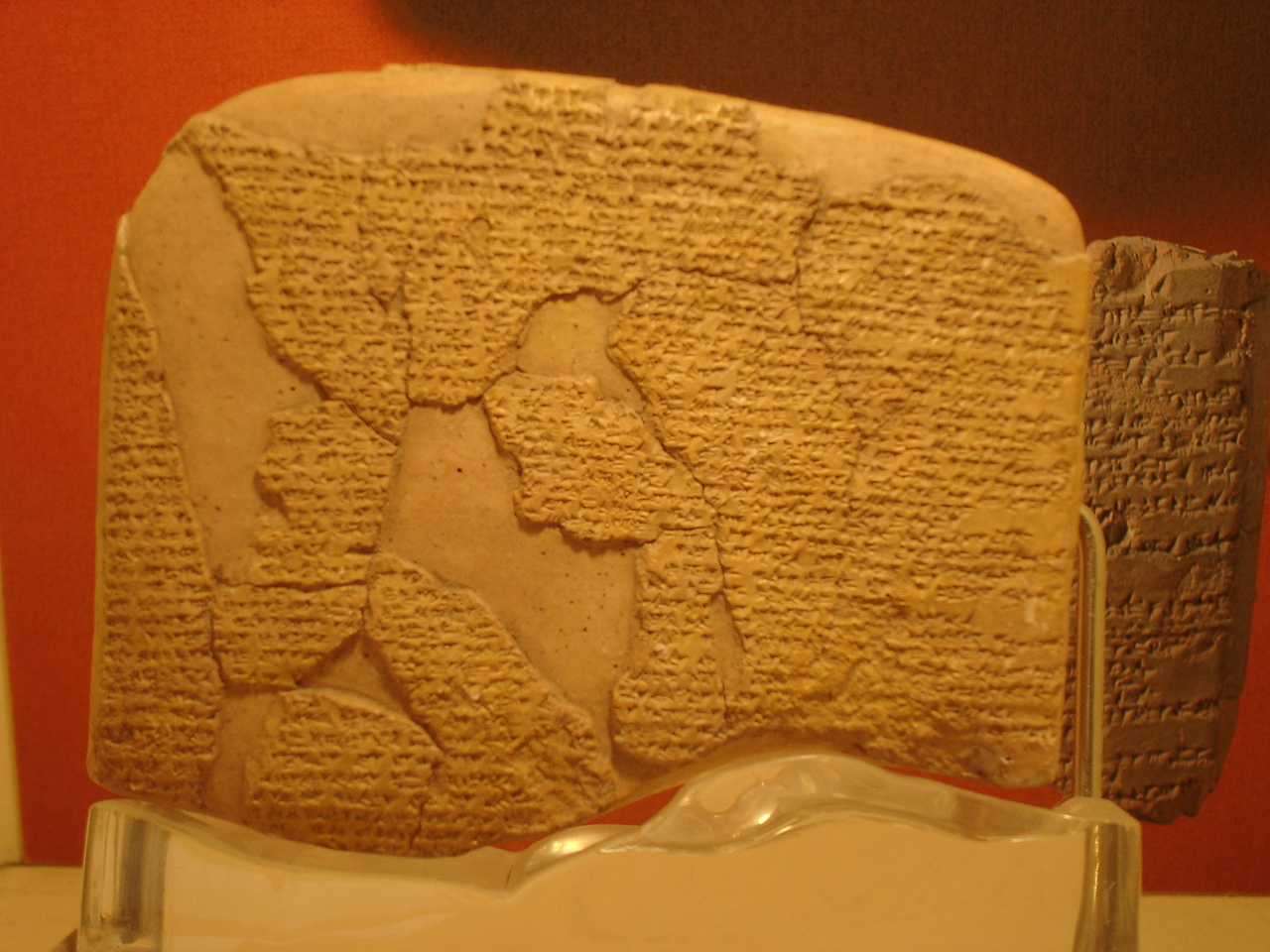
Fragment de la version hittite du traité entre Hattusili III et Ramsès II, retrouvée à Boğazkale/Hattusa, Musée archéologique d'Istanbul.

Le coup d'État de Hattusili III (c. 1267/1265-1240/1237) porte sur le trône hittite une nouvelle lignée de la famille royale, non destinée à détenir le pouvoir d'après les principes successoraux. Cette usurpation pèse lourdement sur les épaules de Hattusili et de ses successeurs. L'héritier légitime de Muwatalli, Urhi-Teshub, n'a pas été éliminé et peut trouver refuge à plusieurs reprises dans des cours étrangères, sans doute dans l'espoir de revenir pour retrouver le trône qui lui est dû. Un autre fils de Muwatalli II, Kurunta, est également une menace potentielle. Mais il est jeune au moment de la prise du pouvoir de Hattusili et placé sous la protection de ce dernier depuis plusieurs années, peut-être pour éviter qu'il ne soit victime d'une des intrigues de cour secouant Hattusa dans les dernières années du règne de Muwatalli. Hattusili décide d'installer Kurunta sur le trône de Tarhuntassa, la capitale de son père, créant ainsi un nouveau siège de vice-roi hittite. L'usurpation de Hattusili le met également en difficulté vis-à-vis des autres grands rois qui semblent circonspects devant le fait qu'il reste un prétendant légitime potentiel au trône hittite et qu'il ne réussisse jamais à le contrôler ou à l'éliminer. 
L'intense activité diplomatique du nouveau souverain hittite et de son épouse Puduhepa, grande-prêtresse originaire du Kizzuwatna qui est son soutien le plus fort, est documentée par plusieurs lettres de sa correspondance internationale retrouvées dans les ruines de Hattusa. On y voit les membres de la famille royale hittite faire en sorte de renforcer leur crédibilité auprès de leurs homologues étrangers pour faire reconnaître leur légitimité. Dans ce domaine, leur succès semble évident. Les relations avec la Babylonie kassite restent bonnes comme sous les rois précédents, Hattusili donnant une de ses filles au prince babylonien Kadashman-Enlil, fils et successeur désigné de Kadashman-Turgu, tandis que son propre fils le futur Tudhaliya IV épouse une princesse babylonienne. 
La grande réussite diplomatique de Hattusili est l'accord de paix conclu avec Ramsès II après plusieurs années de négociations vers 1259-1258. Il met ainsi un terme à la longue période de conflits entre les deux puissances, met pas aux tensions puisque Urhi-Teshub est réfugié en Égypte même quelques années après le traité reconnaissant pourtant la légitimité de Hattusili. Il finit par en partir pour peut-être rejoindre une contrée d'Asie mineure après quoi on n'en entend plus parler. Les relations cordiales égypto-hittites connaissent leurs plus belles heures lors de deux mariages de princesses hittites avec Ramsès II, celui de la première (nommée Maathorneferoure en Égypte) étant particulièrement bien documenté. 
Le seul grand royaume avec lequel Hattusili reste en tensions constantes est l'Assyrie, voisin particulièrement menaçant en Syrie, ce qui l'a sans doute poussé à renforcer ses relations avec les autres grands rois. À la suite de la soumission du Hanigalbat (le royaume issu de l'ancien Mittani) par Adad-nerari Ier. Il semble bien que Hattusili ait réagi en soutenant une nouvelle révolte dans ce pays, ce qui l'a poussé au conflit contre le nouveau roi assyrien Salmanazar Ier : les armées des Hittites et de leurs alliés sont vaincues et repoussées jusqu'à l'Euphrate, les territoires conquis par l'Assyrie étant ensuite placée sous l'administration d'un « vice-roi » faisant face à celui de Karkemish. Le contrôle sur la Syrie hittite reste néanmoins solide, la région connaissant alors une stabilité comme elle n'en avait plus vécue depuis longtemps. Les principaux conflits du règne de Hattusili III ont lieu en Anatolie. Une révolte semble avoir soulevé les pays Lukka (la Lycie) vers le début du règne, ravageant plusieurs royaumes vassaux, et c'est peut-être à ce moment-là qu'il faut situer une partie des troubles liés à Piyamaradu évoqués précédemment. Des conflits opposent toujours à plusieurs reprises les troupes hittites aux Gasgas dans le nord de l'Anatolie, et au cours de ceux-ci s'illustre le prince Tudhaliya, qui succède à Hattusili à sa mort.

### Tudhaliya IV

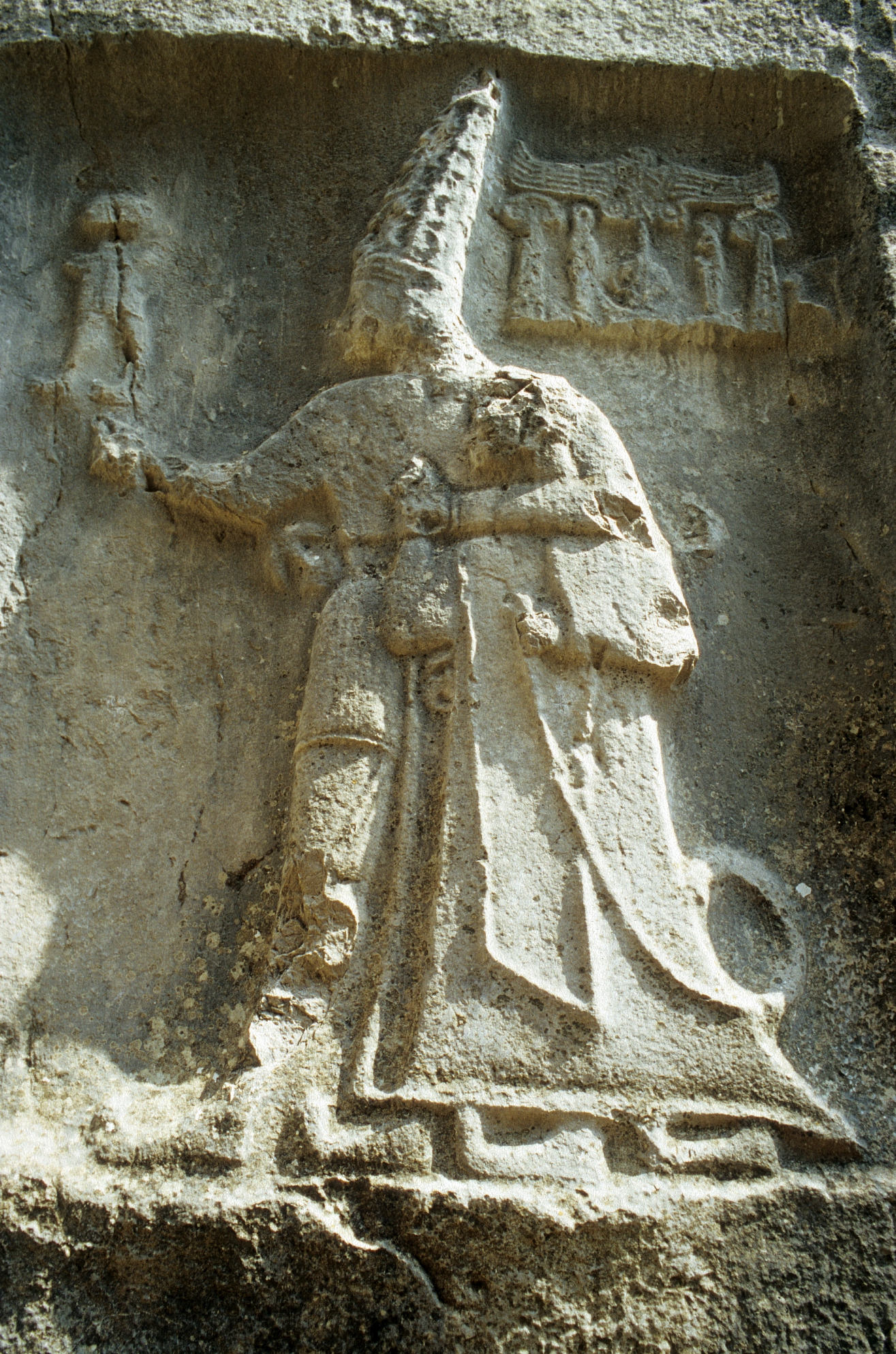
Tudhaliya IV sous la protection du dieu Sharruma, bas-relief de Yazılıkaya.

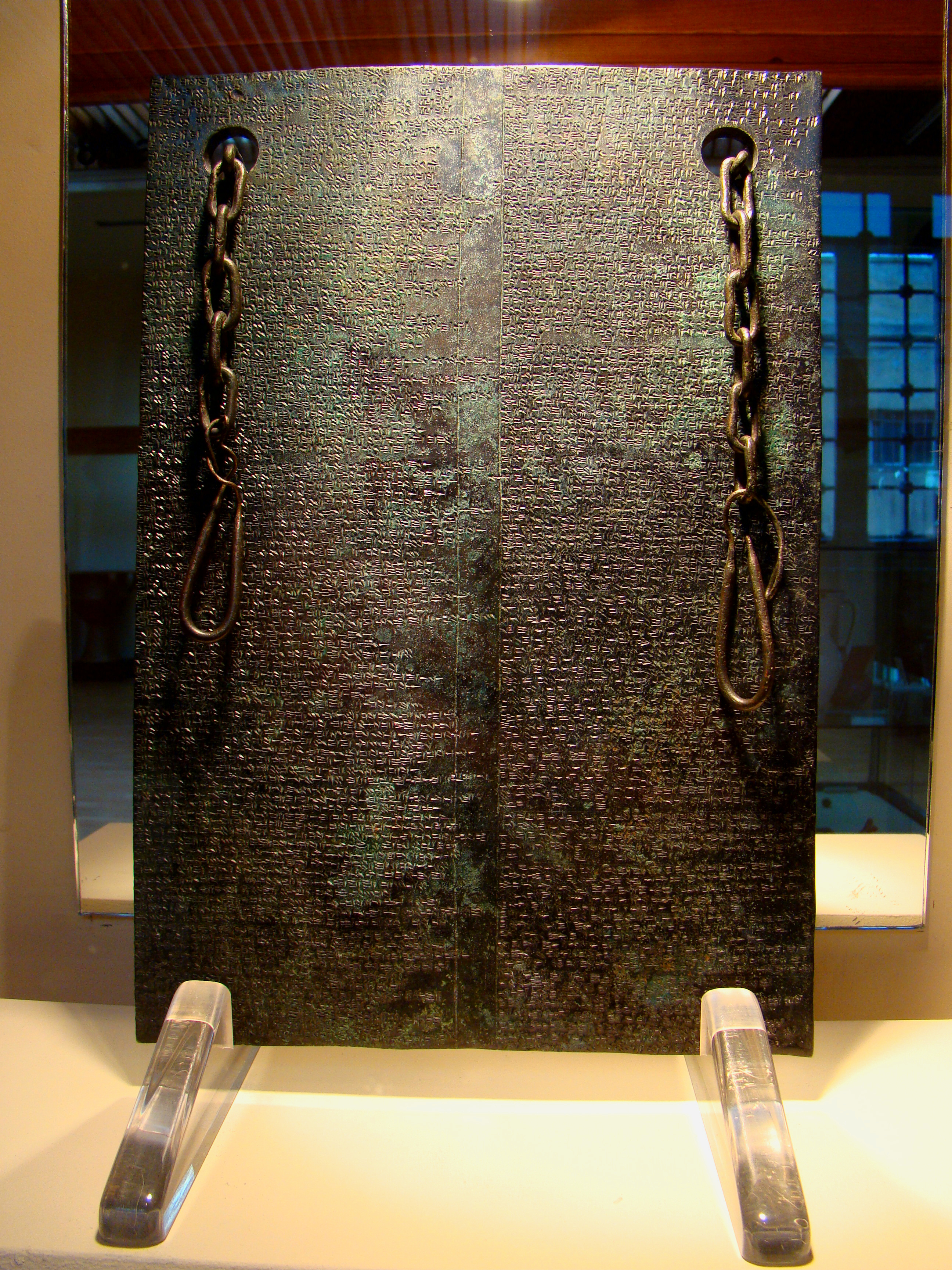
Tablette en bronze sur laquelle est inscrit le traité de paix entre Tudhaliya IV et Kurunta de Tarhuntassa,.

Tudhaliya IV, sans doute appelé Tashmi-Sharruma avant son intronisation, n'était pas le choix initial pour succéder à Hattusili III. Son frère aîné Nerikkaili a occupé la charge de prince héritier avant qu'elle ne lui incombe. Les raisons de ce changement ne sont pas claires, mais il semble qu'il soit lié à l'influence de Puduhepa, dont Nerikkaili n'était peut-être pas le fils. La reine-mère garde d'ailleurs une forte influence sous le règne de son fils, malgré les tentatives d'affirmation de la part de l'épouse principale de ce dernier, d'origine babylonienne, et qui ne pouvait pas porter le titre de « Reine » (Tawananna) tant que la reine-mère était en vie. 
Un problème plus important lié à la famille royale est celui de l'importance du cousin et vassal de Tudhaliya, Kurunta de Tarhuntassa. L'accord conclu par ce dernier avec Hattusili III est renouvelé, confirmant Kurunta comme vassal mais avec des conditions assez privilégiées concernant les obligations d'aides militaires et la possibilité de choix du successeur. En ce qui concerne les relations avec les autres Grands rois, les tendances du règne précédent se confirment : les relations avec l'Égypte restent cordiales, tandis que celles avec l'Assyrie sont de plus en plus tendues et aboutissent à un conflit ouvert. Tudhaliya semble pourtant avoir tenté de rétablir les relations diplomatiques avec le nouveau souverain assyrien Tukulti-Ninurta Ier, alors qu'elles avaient été rompues à la suite de l'annexion du Hanigalbat par Salmanazar Ier. Pourtant, le fait que les Hittites aient sans doute repris des territoires au-delà de l'Euphrate avant son avènement incite le roi d'Assyrie à une réaction intransigeante pour la récupération des territoires perdus, avant tout la ville de Nihriya. Devant le refus de retrait de Tudhaliya, l'affrontement éclate et tourne largement en faveur des Assyriens. Cette lourde défaite met le roi hittite face à de grosses difficultés dans son propre domaine. Il fait face à une conjuration menée par son frère ou demi-frère Heshni, et peut-être même à une prise temporaire de Hattusa par son cousin Kurunta ou au moins à une émancipation de celui-ci. 
Quoi qu'il en soit, Tudhaliya garde bien le contrôle de la majorité de son royaume, et impose même un embargo contre l'Assyrie à un de ses vassaux, Shaushgamuwa d'Amurru. Les relations avec les Assyriens semblent cependant se normaliser peu après, ce qui permet à Tudhaliya de se consacrer à d'autres entreprises militaires. C'est en effet sans doute à ce moment-là qu'il faut situer la conquête du pays d'Alashiya, qui occupe au moins une partie de l'île de Chypre, pour des motivations qui nous échappent. Tudhaliya a également réaffirmé la domination hittite sur plusieurs régions de l'ouest anatolien, comme l'atteste la présence de plusieurs de ses inscriptions dans ces territoires qui restent toujours des foyers d'agitation. Il a ainsi soumis à son tour le pays de Lukka (Lycie), et a dû faire mater une grave rébellion dans le pays de la rivière Seha, un des vassaux-clés pour le contrôle des anciens territoires soumis à de l'Arzawa. C'est sans doute de son règne qu'il faut dater la Lettre de Millawanda, dont l'expéditeur (un roi hittite) et le destinataire (le roi de Mira ou celui de Millawanda/Milet) ne sont pas nommés dans les passages restant. Elle évoque des troubles concernant le pays de Wilusa, mais est très difficile d'interprétation du fait de son état fragmentaire. Elle semble confirmer un retrait de l'Ahhiyawa des affaires anatoliennes à cette période et la montée en puissance d'autres acteurs locaux, Milet ou Mira (ce dernier étant un vassal des Hittites). 
Tudhaliya a aussi eu plusieurs initiatives importantes  dans le domaine culturel et religieux, sans doute en partie sous l'influence de sa mère Puduhepa, prêtresse venant du Kizzuwatna, de tradition hourrite. Il a ainsi procédé à une « réforme » religieuse dont des traits majeurs mis en avant par E. Laroche sont : le remplacement de symboles divins zoomorphes et autres ou de stèles par des statues de culte à forme humaine ; la restauration de nombreux lieux de culte ; la réorganisation et l'accroissement du nombre de desservants des cultes (notamment pour assurer la pureté des objets cultuels) et des offrandes ; la mise en place de nouvelles fêtes et rituels. Ce projet a sans doute pour but d'homogénéiser les pratiques religieuses dans le royaume, renforçant ainsi sa cohésion et l'emprise du roi. L'influence hourrite, déjà forte depuis longtemps, se renforce par la consécration de l'assimilation des divinités traditionnelles du pays hittites à celles des Hourrites (par exemple le Dieu de l'Orage du Hatti assimilé à Teshub). Ce programme s'est accompagné de la construction de lieux de culte dans la ville haute de Hattusa et dans le sanctuaire de Yazılıkaya situé à proximité de celle-ci. Un autre changement d'ordre politique et culturel est l'utilisation des hiéroglyphes hittites dans les inscriptions royales, alors qu'auparavant son emploi semblait limité.

### Arnuwanda III et Suppiluliuma II
Arnuwanda III succède à Tudhaliya IV à sa mort, mais il ne règne que pour un court laps de temps apparemment marqué par des troubles. Son frère Suppiluliuma II monte alors sur le trône. C'est le dernier roi hittite connu, et son règne peu documenté n'a été réévalué que récemment. Il a conclu un traité avec Talmi-Teshub de Karkemish, vice-roi de la dynastie d'origine hittite qui dirige cette cité depuis plus d'un siècle. Les vice-rois de Karkemish occupent toujours une place importante dans le dispositif de contrôle des vassaux syriens, même si la menace assyrienne est désormais éteinte, et les documents à notre disposition (à Ugarit et Emar) indiquent qu'ils prennent une part de plus en plus importante dans ceux-ci alors que Suppiluliuma semble en retrait. Le roi hittite a laissé une inscription en hiéroglyphes hittites à Hattusa (Inscription du Südburg), dont l'interprétation est difficile : elle pourrait indiquer la conquête de plusieurs pays du sud-ouest anatolien (Lycie et alentours) et peut-être contre Tarhuntassa si on admet que celle-ci a fait défection précédemment. Suppiluliuma II a dû mener des expéditions navales pour défendre le pays d'Alashiya face à des adversaires dans lesquels il faut probablement voir les principaux fauteurs de troubles des années qui suivent au Proche-Orient : les « peuples de la mer » évoqués par les pharaons Mérenptah et Ramsès III. La grande crise de la fin de l'Âge du Bronze a donc débuté.

## L'effondrement du royaume
Les événements de la fin du XIIIe siècle et du XIIe siècle sont très troublés, et très mal connus en raison de la raréfaction de la documentation écrite. Les grands royaumes de l'Âge du Bronze récent s'effondrent ou se replient un à un face à des mouvements de populations importants. Les peuples de la mer (Lukka, Eqwesh, Shardans, Peleset et autres), venus sans doute d'horizons divers (une partie semblant venir d'Anatolie orientale et du monde égéen), sèment le trouble dans plusieurs régions de la Méditerranée orientale, comme on le voit par quelques textes égyptiens et ugaritiques. C'est à eux qu'il faut attribuer une large part de l'effondrement des États du Bronze récent, même si ces derniers ont pu connaître des difficultés structurelles ainsi que des disettes, famines et problèmes démographiques. Diverses études ont mis en évidence une sècheresse sévère entre 1198 et 1196 av. J.-C. qui pourrait avoir précipité l'effondrement. Pour le cas de l'empire hittite, il faut ajouter la présence des ennemis récurrents que sont les Gasgas, voire les troubles créés par la dynastie de Tarhuntassa. Les seuls textes de la sphère hittite à documenter un peu les années de crise proviennent d'Ugarit, et montrent les rois de celle-ci en proie à des grosses difficultés face aux intrusions de bandes organisées, cherchant l'appui des autorités hittites (Hattusa et Karkemish) et de leur voisin l'Alashiya, aucun des deux n'étant en mesure de les aider de façon significative après les campagnes menées par Suppiluliuma II qui sont en gros contemporaines des victoires de Mérenptah contre des peuples de la mer (fin du XIIIe siècle).

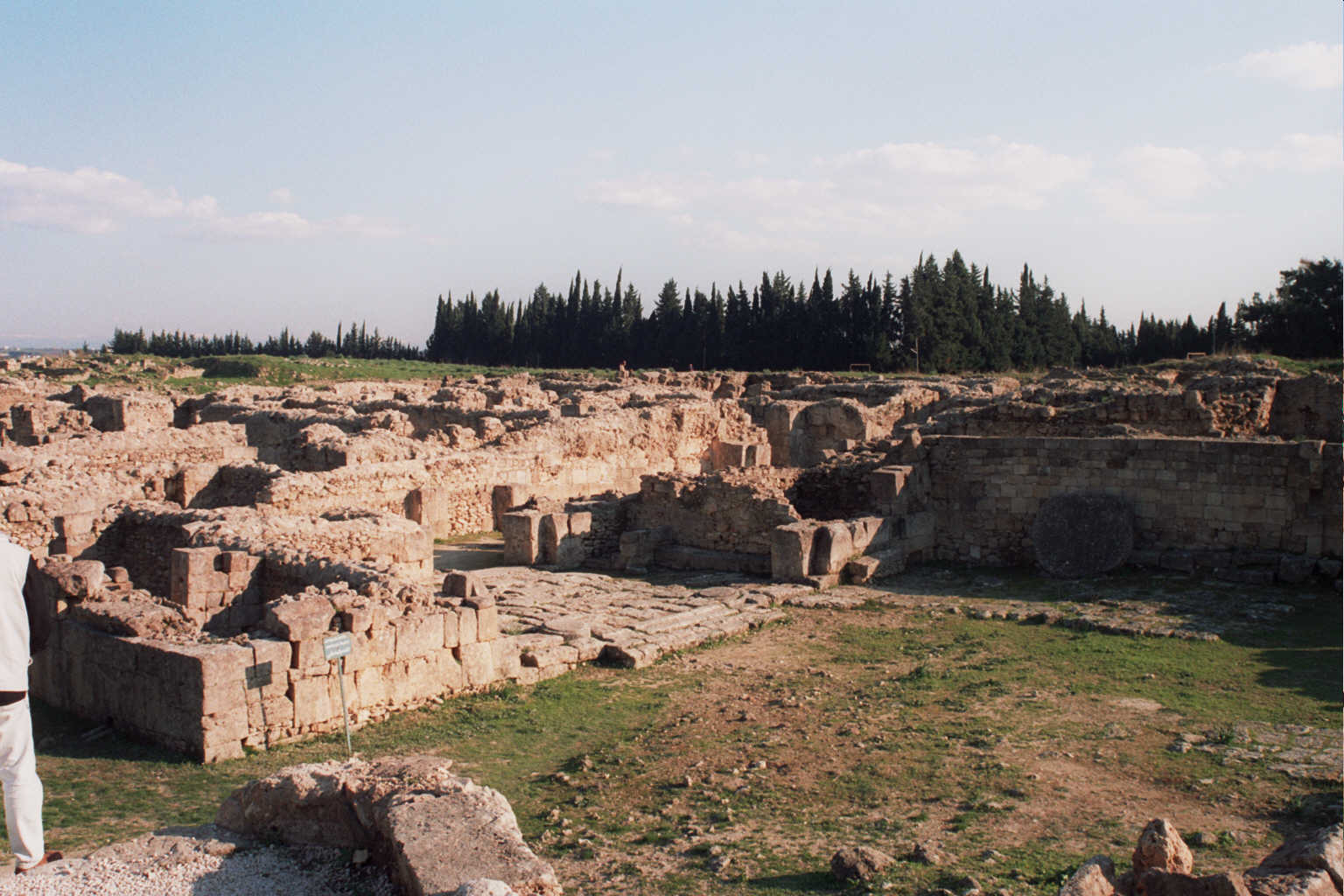
Ruines du palais royal d'Ugarit, détruit lors de l'effondrement de la sphère de domination hittite et des invasions des peuples de la mer.

L'inscription de Medinet Habou due à Ramsès III, évoque la destruction du Hatti et d'autres royaumes de sa sphère (dont l'Arzawa, Alashiya et Karkemish) par des groupes des peuples de la mer coalisés, qui ensuite se regroupent en Amurru avant d'attaquer l'Égypte qui les repousse. On ne sait pas vraiment quel crédit accorder à ce qui est rapporté par ce texte, mais la chute du royaume hittite doit dater de la première moitié du XIIe siècle. Il a longtemps été pensé que Hattusa avait été mise à sac dans ces années-là, événement qui aurait marqué la chute du royaume hittite. Les recherches récentes ont mis en évidence le fait qu'elle avait été en grande partie évacuée, et seulement pillée après, comme cela s'était déjà fait par le passé. Les responsables sont peut-être les Gasgas et les Mushki/Phrygiens qui occupent ensuite l'Anatolie centrale. Le refuge de la cour hittite est inconnu, mais il est clair qu'elle fuyait une menace hors de contrôle, et qu'elle a rapidement succombé aux pressions qui s'exerçaient sur elle. Les autres sites hittites sont détruits dans la violence à la même époque. Dans l'ancienne zone de domination du royaume, le site d'Ugarit est détruit dans des circonstances violentes durant cette même période, de même que l'Amurru et Alalakh et probablement bien d'autres cités vassales. Plus au sud, les cités de l'ancienne sphère égyptienne (Byblos, Tyr) ont survécu et cohabitent avec les peuples de la mer installés dans la région après le conflit contre Ramsès III, comme les Philistins. L'effondrement du pays hittite est donc total et radical, ce qui le singularise par rapport aux autres grandes puissances du Bronze récent qui ont survécu bien qu'affaiblies (Égypte, Assyrie, Babylone), le seul équivalent étant la civilisation mycénienne dont la disparition vers la même époque est encore plus radicale. Cette particularité est peut-être due à son organisation interne ou sa situation géographique plus vulnérable.
L'héritage du royaume hittite reste cependant assuré à Karkemish, où la dynastie descendant de Suppiluliuma Ier est restée en place, et certains de ses rois ont repris à leur compte le titre de « Grand roi », notamment Kuzi-Teshub qui règne au moment de la chute de la lignée principale. Deux de ses petits-fils ont été installés à Melid (Malatya) où une nouvelle dynastie issue de celle des Grands rois hittites fait souche. Le sud-est anatolien et la Syrie sont par la suite divisés en plusieurs entités politiques que l'on a appelé royaumes « néo-hittites » (ou « syro-hittites », en fait en majorité des Louvites et des Araméens), où plusieurs souverains emploient l'écriture hiéroglyphique hittite et les traditions artistiques hittites, marquant ainsi une volonté de se relier à l'ancienne grande puissance (notamment à Karatepe). Pour les Assyriens qui les incorporent dans leur empire à partir de la seconde moitié du VIIIe siècle après les avoir affrontés pendant plus d'un siècle, la Syrie et les régions des monts Taurus qu'ils occupent sont d'ailleurs désignées sous le nom de « Hatti ».

#### Hittites
- Liste des souverains hittites (2200-1180)
- Liste des Tawanannas (de) (épouses de Grands Rois)
- Sites archéologiques hittites
- Villes hittites
- Géographie historique hittite (de)
- Régions hittites (es)
- Liste de sites de gravures et inscriptions rupestres hittites en Turquie (de)
- Guerres hittites de survie (en) (1400-1350)
- Peste hittite (en) (vers 1350, tularémie ?)
- Éclipse de Mursili (1312-1311)
- Flotte hittite (en) (Byblos, Ougarit-Lattaquié)
- Bataille impliquant l'Empire hittite (en)
- Traité de paix égypto-hittite (1259)
- Serment militaire hittite (CTH 427)
- Langue hittite
- Lois hittites
- Organisation politique du royaume hittite
- Mythologie hittite
- Cuisine hittite (en)
- Religion hittite
- Textes hittites
- Annales royales hittites
- Musée des civilisations anatoliennes (Ankara)
- Sceau-cylindre
- Glyptique

#### Néo-Hittites
- Royaumes néo-hittites (ou syro-hittites, 1180/1160-700)
- Liste des rois néo-hittites connus (de)
- Araméens (Antiquité), Aram, liste de rois araméens (en)
- Stèle de Zakkur (800 ?)
- Stèle de Kuttamuwa (en) (750 ?)
- Empire néo-assyrien (934-609), Assyrie post-impériale (en) (de -609 à +240)